# Người Mangayat
Người Mangayat (còn gọi là người Bugwa hay Bukwa) là một nhóm dân tộc sống ở bang Tây Bahr el Ghazal của Nam Sudan.
Họ nói tiếng Mangayat, một ngôn ngữ Niger – Congo. Dân số của nhóm dân tộc này có thể là dưới 1000 người.